# Cremastus dorcaschemae
Cremastus dorcaschemae là một loài tò vò trong họ Ichneumonidae.